# 14 de agosto
El 14 de agosto es el 226.º (ducentésimo vigesimosexto) día del año en el calendario gregoriano y el 227.º en los años bisiestos. Quedan 139 días para finalizar el año.

## Acontecimientos
- 1084: El Cid, al mando del ejército de la taifa de Zaragoza, vence a la coalición del rey Al-Mundir de Lérida y Sancho Ramírez de Aragón en la batalla de Morella.
- 1227: Fernando III el Santo, rey de Castilla, y el arzobispo de Toledo, Rodrigo Jiménez de Rada, colocan la primera piedra para la reedificación de la catedral de Toledo.
- 1385: en la batalla de Aljubarrota, las tropas de Juan I de Castilla son derrotadas por las fuerzas de Juan de Avís, por lo que este último se convierte en Juan I, rey de Portugal.
- 1502: en Punta Caxinas, hoy Punta Castilla, en la bahía de Trujillo (Honduras) se celebra la primera misa católica en la tierra firme del continente americano.
- 1556: en China, cerca de Cantón, los portugueses se establecen y fundan Macao.
- 1566: en Flandes, grupos de protestantes, dirigidos por sus predicadores calvinistas, se dedican a destruir estatuas religiosas de las principales iglesias durante la Beeldenstorm.
- 1598: en Sevilla se inaugura la Casa-Lonja, que posteriormente se convertirá en el Archivo General de Indias.
- 1682: la reina Mariana de Austria dona el palacio de Loyola a la Compañía de Jesús.
- 1791: comienza en Bois Caiman la rebelión de los esclavos de Saint Domingue, excolonia francesa, que culminaría 12 años después con la fundación de la república de Haití.
- 1808: en Zaragoza, los invasores franceses ―tras su derrota en la batalla de Bailén― levantan el primer sitio.
- 1830: en Riobamba (Ecuador), se crea la primera asamblea constituyente.
- 1835: Jacob Perkins logra una patente sobre una máquina para la obtención de hielo.
- 1843: en Florida, la rebelión de los indios semínolas es aplastada por el gobierno tras siete años de resistencia.
- 1881: en Cuba, el médico Carlos Finlay logra demostrar que el agente transmisor de la fiebre amarilla es el mosquito Aedes aegypti.
- 1900: en Pekín, las tropas del almirante Edward H. Seymour liberan a las legaciones europeas, asediadas durante 55 días por los bóxers.
- 1901: en Estados Unidos, un aparato construido por el pionero de la aviación Gustave Whitehead consigue elevarse a 15 metros y recorrer una distancia de 800 metros.
- 1908: en Springfield (Illinois) los disturbios raciales hacen intervenir al ejército.
- 1910: en Panamá se inauguran 8 kilómetros del canal entre el océano Pacífico y el mar Caribe.
- 1912: en Nicaragua, fuerzas estadounidenses intervienen, a petición del presidente Adolfo Díaz, para sofocar la sublevación popular que amenazaba con derrocarlo.
- 1913: en Los Ángeles (Estados Unidos) se inaugura la conducción de agua más larga del mundo, de más de 400 km de longitud.
- 1914: Japón declara la guerra a Alemania.
- 1919: en Alemania entra en vigor la nueva Constitución del Reich.
- 1920: en Amberes se inauguran los VII Juegos Olímpicos, tras un paréntesis de ocho años impuesto por la Primera Guerra Mundial.
- 1924: en Bahía Blanca, República Argentina, se funda el Club Villa Mitre.
- 1931: en España, Julián Besteiro es elegido presidente de las Cortes Constituyentes de la Segunda República Española, tras la apertura oficial de las sesiones.
- 1932: en Italia, Guglielmo Marconi pone a punto el primer aparato para ondas ultracortas.
- 1935: en Estados Unidos entra en vigor la Social Security Act (Ley de Seguridad Social), gracias al empeño del presidente Roosevelt.
- 1936: la Legión, al mando de Juan Yagüe, ocupa Badajoz. Durante la noche, y la mañana del día siguiente, tiene lugar la Masacre de Badajoz.
- 1939: en Barcelona se estrena la película Tango nocturno, protagonizada por Pola Negri.
- 1941: Winston Churchill, primer ministro británico, firma con Franklin D. Roosevelt la Carta del Atlántico, donde se recogen los intereses de ambas naciones sobre el trato a las naciones aliadas, enemigas y neutrales durante la Segunda Guerra Mundial.
- 1945: en el marco de la Segunda Guerra Mundial, el gobierno japonés se rinde luego de la invasión de fuerzas soviéticas (en Manchuria) y la destrucción de Hiroshima y Nagasaki por bombas atómicas.
- 1947:Pakistán se independiza del Reino Unido.
- 1947: en León (Nicaragua), se celebra por primera vez la Gritería chiquita, por iniciativa del obispo Isidro Augusto Oviedo y Reyes, para calmar la erupción del volcán Cerro Negro que estaba en actividad desde hacía dos semanas, y que desde entonces se celebra en dicha ciudad en la víspera de la fiesta de la Asunción de la Virgen María.
- 1947: Estados Unidos perdona a Italia los pagos correspondientes al tratado de paz.
- 1949: en la República Federal Alemana, los demócrata-cristianos ―dirigidos por Konrad Adenauer― ganan las elecciones.
- 1949: el presidente de la República de Siria, Husni al-Zaim, y el presidente del Consejo, Bazari, son fusilados y reemplazados por Hachem el-Atasí y Sammi al-Hinnawi.
- 1952: llega a un puerto británico el primer buque español desde 1936.
- 1952: Alemania y Japón entran en el FMI.
- 1953: en Tiriez (Albacete) se descubre un poblado y una necrópolis romana.
- 1958: frente a Irlanda, la caída de un avión Super Constellation neerlandés causa la muerte de 99 personas.
- 1959: se restablecen las relaciones diplomáticas entre Jordania y la República Árabe Unida.
- 1960: el automovilista australiano Jack Brabham se proclama campeón de Fórmula 1 pilotando un Cooper-Climax.
- 1961: en el metro de Madrid chocan dos trenes con un saldo de 134 heridos.
- 1964: la Unión Soviética advierte a Turquía sobre cualquier nueva intervención en Chipre.
- 1967: el escritor español Fernando Arrabal es liberado bajo fianza.
- 1968: se restablece en España la ley de bandidaje y terrorismo de 1960.
- 1968: en la ciudad de Montevideo (Uruguay) cae asesinado el líder estudiantil Líber Arce.
- 1969: a 207 y 213 metros bajo tierra, en el campo de pruebas de Nevada (102 km al noroeste de la ciudad de Las Vegas), a las 6:30 hora local, Estados Unidos detona las bombas atómicas Spider 1 y Spider 2 (de 1 kilotón cada una). Son las bombas 629 y 630 de las 1132 que Estados Unidos hizo detonar entre 1945 y 1992.
- 1969: tropas del Reino Unido desembarcan en Irlanda del Norte.
- 1974: a 430 metros bajo tierra, en el campo de pruebas de Nevada (102 km al noroeste de la ciudad de Las Vegas), a las 6:00 hora local, Estados Unidos detona su bomba atómica n.º 825, Puye, de 8 kilotones.
- 1976: en Almería (España), la Guardia Civil mata a un joven que iba a realizar una pintada.
- 1977: España se adhiere al Protocolo de Ampliación del Estatuto de Refugiados.
- 1978: en Rumanía, Hua Guofeng (jefe del Partido Comunista Chino) inicia su primer viaje por Europa.
- 1979: Mauritania se retira del a guerra del Sahara Occidental.
- 1979: la policía española da muerte a Pedro Tabanera Pérez, uno de los miembros más buscados del GRAPO.
- 1980: Jimmy Carter es designado candidato a la presidencia de Estados Unidos por el Partido Demócrata, tras la retirada de Edward Kennedy.
- 1982: fuerzas de Irán desencadenan una ofensiva contra Irak, coincidiendo con el primer día del mes sagrado Ramadán.
- 1983: en Pakistán comienza la campaña de desobediencia civil al régimen militar de Zia ul-Haq.
- 1983: los atletas estadounidenses consiguen 24 medallas en la Copa del Mundo de Atletismo.
- 1985: en Argentina concluye la primera fase del juicio contra las tres últimas juntas militares.
- 1985: a 183 metros bajo tierra, en el campo de pruebas de Nevada (102 km al noroeste de la ciudad de Las Vegas), a las 5:00 hora local, Estados Unidos detona su bomba atómica n.º 1032 Cebrero, de 20 kilotones.
- 1988: Jorge Martínez Aspar se proclama campeón del mundo de motociclismo en la categoría de 125 cc.
- 1989: en Sudáfrica, el presidente Pieter Botha anuncia su dimisión, tras una dura disputa con Frederick de Klerk, designado su sucesor.
- 1992: en Kabul (Afganistán), miles de personas tratan de escapar de la ciudad, bombardeada por el dirigente de los integristas, Hezbi Islami.
- 1992: en Mbale (Uganda) a las 12:40 UTC cae un meteorito de unos 190 kg en un área de 3 × 7 km. Un fragmento de 3 gramos atraviesa un árbol de banano y golpea en la cabeza a un adolescente, sin causarle daño. Es el segundo caso conocido de una persona golpeada por una piedra del espacio (el primero fue el meteorito Hodges, el 30 de noviembre de 1954, en Estados Unidos).
- 1996: en Arequipa, en las vísperas por el aniversario de fundación de la ciudad, un petardo se activa involuntariamente en el puente Grau, impactando instantáneamente contra un cable de alto voltaje, desprendiéndose este en medio de una multitud que esperaba ver un espectáculo de fuegos artificiales. Murieron 35 personas a causa del choque eléctrico provocado por el impacto.
- 1996: en Ámsterdam (Países Bajos) se inaugura el estadio Ámsterdam Arena.
- 1998: en Argentina, bajo el Gobierno de Carlos Saúl Menem, los jueces de las más altas instancias deciden «dar carpetazo» (clausurar) a las investigaciones sobre los desaparecidos durante la dictadura.
- 2000: Bill Clinton presenta al candidato a la presidencia Al Gore como un hombre con «historial» frente a la inexperiencia de George Bush.
- 2000: el Concilio Episcopal de la Iglesia Ortodoxa rusa decide canonizar a Nicolás II y su familia por su resignación ante la muerte.[1]
- 2000: las autoridades británicas y francesas suspenden todos los vuelos del Concorde tras la catástrofe que costó la vida a 113 personas tres semanas antes.
- 2000: el Consejo de Seguridad de Naciones Unidas solicita al secretario general la creación de una corte especial independiente, para procesar a los responsables por las serias violaciones a los Derechos Humanos cometidas en el territorio de Sierra Leona desde el 30 de noviembre de 1996, dando paso a la formación del Tribunal Especial para Sierra Leona.[2]
- 2001: un avión experimental de la NASA, alimentado por energía solar fotovoltaica, bate el récord mundial de altura de vuelo.
- 2002: en la bahía de Algeciras parte con destino a Mónaco la mayor estructura flotante del mundo, construida por los grupos españoles FCC y Dragados. El dique, de 350 metros de longitud y 19 de altura, dispone de 400 plazas de aparcamiento, un puerto para embarcaciones de recreo e instalaciones para el atraque de cruceros de más de 200 metros de eslora.
- 2002: en Portugal, debuta el futbolista Cristiano Ronaldo a los 17 años en un partido de Champions League entre el Sporting Club de Portugal y el Inter de Milán
- 2003: el mayor «apagón» registrado en la historia de Norteamérica: Un corte en el suministro de energía eléctrica afecta a algunos estados del noreste de Estados Unidos y parte de Canadá, incluyendo ciudades como Nueva York y Toronto.
- 2003: en Francia, el gobierno admite que la ola de calor se ha cobrado 3000 víctimas, aunque en los centros sanitarios se manejan cifras muy superiores.
- 2003: el Consejo de Seguridad de Naciones Unidas aprueba una misión de asistencia para Irak, con una duración de doce meses.
- 2004: en la ciudad suní de Samarra (Irak) al menos 50 civiles pierden la vida debido al bombardeo de la aviación estadounidense.
- 2004: en Burundi, rebeldes hutus reivindican la matanza de más de un centenar de tutsis congoleños.
- 2004: en Florida, el huracán Charley deja quince muertos y cuantiosos daños materiales a su paso.
- 2004: la halterófila turca Narcan Taylan consigue la plusmarca mundial de arrancada de menos de 48 kilos en los Juegos Olímpicos de Atenas.
- 2004: en Atenas, el equipo de baloncesto femenino brasileño consigue, frente a Japón, el récord de anotación en unos Juegos Olímpicos: 128-62, e iguala la máxima diferencia de puntos: 66.
- 2005: accidente del vuelo 522 de Helios Airways.
- 2006: termina la Guerra del Líbano, conflicto que afectó durante 34 días el Líbano, norte de Israel y los Altos del Golán.
- 2011: En Reino Unido se crea el sello discográfico NCS (NoCopyrightSounds).
- 2015: en La Habana (Cuba) se abre la embajada de Estados Unidos.
- 2015: en Ecuador, el Volcán Cotopaxi entra en alerta amarilla tras presenciarse explosiones con emisiones de ceniza, tras 138 años de inactividad.
- 2015: Melanie Martinez lanza su álbum debut Cry Baby.
- 2016: en Río de Janeiro, Brasil, el atleta sudafricano Wayde van Niekerk establece un nuevo récord mundial de los 400 metros lisos con 43,03 segundos, superando el de Michael Johnson.
- 2017: en Colombia nace el tercer canal privado de televisión de Colombia Canal 1 luego de 54 años de ser canal público operado por la RTVC
- 2018: en Génova (Italia) se desploma parte del puente Morandi, causando más de una treintena de muertos.
- 2018: en Barranquilla (Colombia) inauguran el monumento La Ventana al Mundo.
- 2021: un terremoto de magnitud 7,2 golpea Haití.
- 2023: Explosión de la empresa Vidal Plast en San Cristóbal Centro de la ciudad.
- 2024: La  Organización Mundial de la Salud declara una emergencia de salud pública de importancia internacional por una epidemia de mpox.

## Nacimientos
- 1297: Hanazono Tennō, emperador japonés (f. 1348).
- 1340: Roberto III, rey escocés (f. 1406).
- 1446: Urceo Codro, humanista italiano (f. 1500).
- 1473: Margarita Pole, beata católica y condesa inglesa (f. 1541).
- 1502: Pieter Coecke van Aelst, pintor belga (f. 1550).
- 1530: Giambattista Benedetti, matemático italiano (f. 1590).
- 1552: Paolo Sarpi, teólogo italiano (f. 1623).
- 1642: Cosme III de Médici, duque italiano (f. 1723).
- 1688: Federico Guillermo I, rey prusiano (f. 1740).
- 1714: Claude Joseph Vernet, pintor francés (f. 1789).
- 1720: Federico II de Hesse-Kassel, landgrave alemán (f. 1785).
- 1727: Enriqueta de Francia, princesa francesa (f. 1752).
- 1727: Isabel de Francia, princesa francesa (f. 1759).
- 1733: Jean-François Ducis, poeta francés (f. 1816).
- 1737: Charles Hutton, matemático británico (f. 1823).
- 1742: Pío VII, papa católico entre 1800 y 1823 (f. 1823).
- 1768: María Rosa Gálvez, poetisa española (f. 1806).
- 1770: Mariano Matamoros, sacerdote y militar mexicano (f. 1814).
- 1776: Friedrich Tieck, escultor alemán (f. 1851).
- 1777: Hans Christian Ørsted, físico y químico danés (f. 1851).
- 1787: Emmanuel Théaulon, compositor y dramaturgo francés (f. 1841).
- 1794: José María Cortina, militar argentino (f. 1869).
- 1797: José Santiago Montt Irarrázaval, abogado chileno (f. 1843).
- 1802: Letitia Elizabeth Landon, poetisa y novelista inglesa (f. 1838).
- 1808: Buenaventura Seoane, periodista peruano (f. 1870).
- 1810: Lewis Reeve Gibbes, médico estadounidense (f. 1894).
- 1815: Charles Victor Naudin, botánico francés (f. 1899).
- 1816: Félix Charles Douay, militar francés (f. 1879).
- 1818: Francisco de Orleans, príncipe francés (f. 1900).
- 1818: José María Morales, militar argentino (f. 1894).
- 1819: Manuel Alcalde Velasco, abogado chileno (f. 1869).
- 1825: Juan Williams Rebolledo, marino chileno (f. 1910).
- 1826: Eusebio Lillo Robles, político y escritor chileno (f. 1910).
- 1832: Casiano Alguacil, fotógrafo español (f. 1914).
- 1834: Friedrich Goltz, fisiólogo alemán (f. 1902).
- 1836: Walter Besant, escritor británico (f. 1901).
- 1838: José Rosas Moreno, escritor, poeta y fabulista mexicano (f. 1883).
- 1840: Richard von Krafft-Ebing, psiquiatra alemán (f. 1922).
- 1840: Dmitri Písarev, crítico literario ruso (f. 1868).
- 1840: Antoine Duss, botánico suizo (f. 1924).
- 1841: Joaquín Vara de Rey, militar español (f. 1898).
- 1842: Jean Gaston Darboux, matemático francés (f. 1917).
- 1843: Carlos Condell, militar y marino chileno (f. 1887).
- 1844: Francisca de Orleans, duquesa francesa (f. 1925).
- 1847: Robert Comtesse, político y abogado suizo (f. 1922).
- 1848: Margaret Lindsay Huggins, astrónoma británica irlandesa (f. 1915).
- 1850: W. W. Rouse Ball, matemático inglés (f. 1925).
- 1851: Doc Holliday, pistolero estadounidense (f. 1887).
- 1851: Clément Cabanettes, militar francés (f. 1910).
- 1854: Pedro Videla, marino chileno (f. 1879).
- 1858: Leo Siegfried Kopp, empresario alemán (f. 1927).
- 1860: Ernest Thompson Seton, escritor estadounidense (f. 1946).
- 1862: Enrique de Prusia, príncipe prusiano (f. 1929).
- 1865: Pietro Gori, escritor y anarquista italiano (f. 1911).
- 1866: Charles Jean de la Vallée-Poussin, matemático belga (f. 1962).
- 1866: Henry Herbert Goddard, psicólogo estadounidense (f. 1957).
- 1866: Dmitri Merezhkovski, escritor ruso (f. 1941).
- 1867: John Galsworthy, novelista y dramaturgo británico, premio Nobel de Literatura en 1932 (f. 1933).
- 1867: John Otterbein Snyder, ictiólogo estadounidense (f. 1943).
- 1868: José Mardones, cantante español (f. 1932).
- 1868: Leone Sinigaglia, compositor italiano (f. 1944).
- 1869: Armas Järnefelt, compositor finlandés (f. 1958).
- 1870: Nelson McDowell, actor estadounidense (f. 1947).
- 1870: Louis Potheau, regatista francés (f. 1955).
- 1873: Constance Titus, remero estadounidense (f. 1967).
- 1875: Eusebio Ayala, abogado paraguayo (f. 1942).
- 1876: Alejandro I, rey de Serbia (f. 1903).
- 1876: Sibilla Aleramo, escritora italiana (f. 1960).
- 1877: Alexandre Zelwerowicz, actor polaco (f. 1955).
- 1878: Georgios Kondilis, militar griego (f. 1936).
- 1879: Marcelino Valentín Gamazo, abogado español (f. 1936).
- 1879: Vito Alessio Robles, militar mexicano (f. 1957).
- 1880: Fred Alexander, tenista estadounidense (f. 1969).
- 1880: Rodolfo Neri Lacunza, político mexicano (f. 1972).
- 1880: Viggo Larsen, actor danés (f. 1957).
- 1881: Augusto Bracet, pintor brasileño (f. 1960).
- 1883: Gwendoline Eastlake-Smith, tenista británica (f. 1941).
- 1884: Manuel Álvarez Rábago, militar mexicano (f. 1966).
- 1884: Arturo Campillo Seyde, militar mexicano (f. 1958).
- 1884: Ada Hayden, botánica estadounidense (f. 1950).
- 1885: Charlie Gunn, atleta británico (f. 1983).
- 1886: Arthur Jeffrey Dempster, físico estadounidense de origen canadiense (f. 1950).
- 1887: Rirette Maitrejean, política francesa (f. 1968).
- 1887: Raúl Casal Ribeiro, abogado paraguayo (f. 1952).
- 1887: Kenelm Lee Guinness, piloto automovilístico británico (f. 1937).
- 1888: Julio Rey Pastor, matemático español (f. 1962).
- 1888: Rosa Ramalho, ceramista portuguesa (f. 1977).
- 1888: Robert Woolsey, actor estadounidense (f. 1938).
- 1888: Emma Zimmer, guardia de campo de concentración alemana (f. 1948).
- 1889: Otto Tief, abogado estonio (f. 1976).
- 1889: Willi Münzenberg, político alemán (f. 1940).
- 1890: Francisco Javier Domínguez, ingeniero chileno (f. 1988).
- 1890: José María Labrador, pintor español (f. 1977).
- 1890: Hugo Grove Vallejo, médico y político chileno (f. 1966).
- 1892: Kaikhosru Shapurji Sorabji, compositor inglés (f. 1988).
- 1894: Joaquín Carreras y Artau, filósofo español (f. 1968).
- 1895: Amaza Lee Meredith, arquitecta estadounidense (f. 1984).
- 1897: Floyd Alonzo McClure, botánico y explorador estadounidense (f. 1970).
- 1897: Józef Trenkwald, jinete polaco (f. 1956).
- 1898: Carlos González Bueno, médico español (f. 1984).
- 1898: María Luisa Sepúlveda, cantante chilena (f. 1958).
- 1898: Ferdinand Friedrich Zimmermann, escritor alemán (f. 1967).
- 1898: Élise Freinet, pedagoga francesa (f. 1983).
- 1899: Alma Reville, actriz británica (f. 1982).
- 1901: Franz Konwitschny, director de orquesta y músico alemán (f. 1962).
- 1901: Carlos Rozas Larraín, ingeniero chileno (f. 1970).
- 1901: Mercedes Comaposada, activista feminista y anarcosindicalista española (f. 1994)
- 1902: Francisco Petrone, director de teatro y actor argentino (f. 1967).
- 1902: Ferdinand Marian, actor austriaco (f. 1946).
- 1902: Blanche Montel, actriz francesa (f. 1998).
- 1903: Eduardo Mallea, escritor argentino (f. 1982).
- 1903: Ramón Díaz Sánchez, escritor, periodista y político venezolano (f. 1968).
- 1903: Millard Mitchell, actor estadounidense (f. 1953).
- 1903: Kim Chaek, militar norcoreano (f. 1951).
- 1904: León Rosenfeld, físico belga (f. 1974).
- 1905: Nicolás Cotoner y Cotoner, militar español (f. 1996).
- 1905: Miguel Bucino, bailarín argentino (f. 1973).
- 1906: Horst P. Horst, fotógrafo alemán (f. 1999).
- 1906: Juan Rafael Pedrosa Cano, futbolista español (f. 1976).
- 1907: Dick Lundy, animador y director de cine estadounidense (f. 1990).
- 1907: Ramón Esteruelas Rolando, ingeniero agrónomo español (f. 1994).
- 1908: Antonio Bonet Silvestre, futbolista español (f. 1993).
- 1909: Jack Penn, escritor, médico y escultor sudafricano (f. 1996).
- 1909: Juan Carreño Sandoval, futbolista mexicano (f. 1940).
- 1909: Georg Martin Schulze, botánico alemán (f. 1985).
- 1909: Stuff Smith, violinista estadounidense (f. 1967).
- 1909: Aldo Masciotta, esgrimidor italiano (f. 1996).
- 1910: Willy Ronis, fotógrafo francés (f. 2009).
- 1910: Pierre Schaeffér, compositor francés (f. 1995).
- 1910: David Crook, escritor, profesor, activista y espía comunista británico (f. 2000).
- 1910: Judy Guinness, esgrimidora británica (f. 1952).
- 1911: Manuel Magalhaes, odontólogo chileno (f. 1996)
- 1912: Oscar Montañez, futbolista argentino.
- 1912: Lúcio Cardoso, escritor brasileño (f. 1968).
- 1912: Hilda Cameron, atleta canadiense (f. 2001).
- 1913: Ferruccio Tagliavini, cantante de ópera italiano (f. 1995).
- 1913: Nunzia Fumo, actriz italiana (f. 1992).
- 1914: Adolfo Ábalos, pianista y compositor argentino (f. 2008).
- 1914: Poul Hartling, primer ministro danés (f. 2000).
- 1914: Andrea Leeds, actriz estadounidense (f. 1984).
- 1914: Federigo Melis, historiador económico italiano (f. 1973).
- 1915: B. A. Santamaria, periodista australiano (f. 1998).
- 1916: Jeni Le Gon, actriz estadounidense (f. 2012).
- 1918: Manuel J. Castilla, poeta y letrista folclórico argentino (f. 1980).
- 1918: Edith Jiménez, artista plástica paraguaya (f. 2004).
- 1918: Antonio Núñez Abreu, futbolista español (f. 2000).
- 1918: Héctor Rodríguez, político uruguayo (f. 1996).
- 1919: Alfonso Aparicio, futbolista español (f. 1999).
- 1919: Linda Brent, actriz estadounidense (f. 1994).
- 1920: Eusebio Pérez Martín, preso de campo de concentración español (f. 2007).
- 1920: María Teresa Linares, musicóloga cubana (f. 2021).
- 1920: Elena Fernández Mel, crítica literaria y traductora española (f. 2006).
- 1920: Gorham Getchell, baloncestista estadounidense (f. 1980).
- 1921: Giorgio Strehler, actor italiano (f. 1997).
- 1921: Julia Hartwig, escritora polaca (f. 2017).
- 1922: Frédéric Rossif, cineasta francés (f. 1990).
- 1922: Felipe de Lannoy, aristócrata belga (f. 2019).
- 1922: Noé Canjura, pintor salvadoreño (f. 1970).
- 1922: Pepe Guixé, actor español (f. 2016).
- 1922: Jerónimo Carrera, político venezolano (f. 2013).
- 1922: Leslie Marr, paisajista, pintor y piloto de automovilismo británico (f. 2021).
- 1924: Sverre Fehn, arquitecto noruego (f. 2009).
- 1924: Eduardo Fajardo, actor español (f. 2019).
- 1924: Manuel Díaz y Díaz, escritor y profesor español (f. 2008).
- 1924: Georges Prêtre, director de orquesta y músico francés (f. 2017).
- 1924: Delbert Ray Fulkerson, matemático estadounidense (f. 1976).
- 1924: Miguel Facussé, empresario hondureño (f. 2015).
- 1924: Holger Juul Hansen, actor danés (f. 2013).
- 1925: Russell Baker, periodista estadounidense (f. 2019).
- 1926: René Goscinný, historietista francés (f. 1977).
- 1926: Georges Atlas, actor francés (f. 1996).
- 1926: Margot Benacerraf, directora venezolana (f. 2024).
- 1926: Bernardo Ochoa, médico colombiano (f. 2016).
- 1926: Agostino Cacciavillan, cardenal italiano (f. 2022).
- 1926: Guillermo Bellido Yábar, periodista peruano (f. 2012).
- 1927: Roger Carel, actor francés (f. 2020).
- 1927: Agostino Coletto, ciclista italiano (f. 2016).
- 1927: Sydney Patterson, ciclista australiano (f. 1999).
- 1928: Lina Wertmüller, cineasta y guionista italiana (f. 2021).[3]
- 1928: Isaac Carrasco, futbolista chileno (f. 2004).
- 1928: Orlando Araujo, economista venezolano (f. 1987).
- 1928: Joëlle Bernard, actriz francesa (f. 1977).
- 1928: Zulma Grey, actriz argentina (f. 2017).
- 1928: Ramón Gonzálvez Ruiz, historiador y sacerdote español (f. 2019).
- 1928: Gunnar Andersson, futbolista sueco (f. 1969).
- 1928: Jacques Rouffio, director de cine francés (f. 2016).
- 1929: Alberto Berco, actor argentino (f. 2021).
- 1929: Osvaldo Alfredo Reig, biólogo argentino (f. 1992).
- 1929: Louise Slaughter, política estadounidense (f. 2018).
- 1929: Dick Tiger, boxeador nigeriano (f. 1971).
- 1930: Eddie Costa, pianista estadounidense (f. 1962).
- 1930: Pedro Lombardía, jurista español (f. 1986).
- 1930: Glen Foster, regatista estadounidense (f. 1999).
- 1931: Jaime Ramírez Banda, futbolista chileno (f. 2003).
- 1931: Frederic Raphael, guionista estadounidense.
- 1931: Ghulam Mustafa Jatoi, político pakistaní (f. 2009).
- 1932: Edward O. Thorp, matemático estadounidense.
- 1933: Richard R. Ernst, químico suizo, premio Nobel de Química en 1991 (f. 2021).
- 1933: Bryce Courtenay, novelista australiano de origen sudafricano (f. 2012).
- 1934: Lucien Clergue, fotógrafo francés (f. 2014).
- 1934: Calixto Ochoa, cantante colombiano (f. 2015).
- 1934: José Manuel Paredes Grosso, político español (f. 1996).
- 1934: André Boniface, jugador de rugby francés (f. 2024).
- 1934: Vernon Dobtcheff, actor francés.
- 1934: Virginia Bell, actriz y modelo estadounidense (f. 2010).
- 1934: Gábor Novák, piragüista húngaro (f. 2021).
- 1935: Candace Hilligoss, actriz estadounidense.
- 1935: Antón Arrufat, escritor cubano (f. 2023).
- 1935: Ehrenfried Rudolph, ciclista alemán.
- 1936: Rafael Moreno Rojas, político chileno (f. 2021).
- 1936: Aurora Clavel, actriz mexicana (f. 2025).
- 1936: Eugenio Arraiza, investigador y promotor cultural español (f. 2015).
- 1936: María Teresa Martínez, actriz guatemalteca (f. 2020).
- 1938: Beata Tyszkiewicz, actriz polaca.
- 1938: Rubén Galindo Aguilar, actor y director de cine mexicano.
- 1938: Viktor Aristov, futbolista y entrenador ruso-ucraniano (f. 2023).
- 1938: Bennie Muller, futbolista neerlandés (f. 2024).
- 1939: José María Vall, futbolista español (f. 2018).
- 1939: Lothar Deplazes, escritor suizo (f. 2015).
- 1939: Carlos Alberto Silva, entrenador de fútbol brasileño (f. 2017).
- 1940: Gabriel Cisneros, político español (f. 2007).
- 1940: Lila Morillo, cantante y actriz venezolana.
- 1940: Arístides Royo, presidente panameño entre 1978 y 1982.
- 1940: Arthur Laffer, economista estadounidense.
- 1940: Tom Eyen, dramaturgo estadounidense (f. 1991).
- 1941: David Crosby, músico estadounidense, de la banda The Byrds (f. 2023).
- 1941: Luan Starova, novelista albanés (f. 2022).
- 1941: Lynne Cheney, escritora estadounidense.
- 1941: Connie Smith, cantante estadounidense.
- 1941: Hugo Ruiz Enríquez, político ecuatoriano.
- 1941: Jerzy Wilim, futbolista polaco (f. 2014).
- 1941: Gordon Arnold, soldado estadounidense (f. 1997).
- 1941: Antonio Piñero, escritor, filólogo e historiador español.
- 1942: Francisco Labastida, economista mexicano.
- 1942: Mara Goyanes, actriz española (f. 2006).
- 1942: Wolfgang Frey, botánico alemán.
- 1942: Ákos Gulyás, nadador húngaro.
- 1943: Herman Van Springel, ciclista belga (f. 2022).
- 1943: Ben Sidran, cantante estadounidense.
- 1943: Edward J. Barrett, militar estadounidense.
- 1944: Magüi Mira, actriz española.
- 1944: Ramón Araújo, escritor español.
- 1944: Arne Elsholtz, actor alemán (f. 2016).
- 1945: Steve Martin, actor y comediante estadounidense.
- 1945: Brenda Benet, actriz estadounidense (f. 1982).
- 1945: Wim Wenders, cineasta alemán.
- 1945: Elisa Séiquer, escultora española (f. 1996).
- 1945: Luciano Brancoli, diseñador de moda chileno (f. 2016).
- 1945: Faustin Twagiramungu, político ruandés (f. 2023).
- 1946: Larry Graham, músico estadounidense.
- 1946: Susan Saint James, actriz estadounidense.
- 1946: Antonio Fargas, actor estadounidense.
- 1947: Danielle Steel, escritora estadounidense.
- 1947: Maddy Prior, cantante inglesa.
- 1947: Joop van Daele, futbolista neerlandés (f. 2025).
- 1948: Agustín García Calderón, abogado salvadoreño.
- 1948: Rodolfo Beltrán Bravo, arquitecto peruano.
- 1948: Joe Cooke, baloncestista estadounidense (f. 2006).
- 1948: Abdul Quader Molla, político bangladesí (f. 2013).
- 1948: Greg Rogers, nadador australiano.
- 1948: Diana Harris, nadadora británica.
- 1948: Boris Pergamenshchikov, violonchelista ruso (f. 2004).
- 1948: Joseph Marcell, actor británico.
- 1949: Morten Olsen, futbolista y entrenador danés.
- 1949: Tina Romero, actriz mexicana.
- 1949: Bob Backlund, luchador profesional estadounidense.
- 1950: Gary Larson, historietista estadounidense.
- 1950: Cuauhtémoc Sandoval Ramírez, político y antropólogo mexicano (f. 2012).
- 1950: Peter Guinness, actor inglés.
- 1950: Fedia Damianov, piragüista búlgaro.
- 1950: Alfredo Vara, periodista español (f. 2018).
- 1950: François Dupeyron, escritor y director de cine francés (f. 2016).
- 1950: Vincenzo Guerini, atleta italiano.
- 1950: Thomas Gullickson, prelado estadounidense.
- 1951: Dulce María Sauri Riancho, socióloga mexicana.
- 1951: Patricia Stambuk, periodista chilena.
- 1951: Ronald Bonilla, poeta costarricense.
- 1951: Kyle Johnson, actor estadounidense.
- 1952: Carl Lumbly, actor estadounidense.
- 1952: Pino D'Angiò, cantante italiano (f. 2024).
- 1952: Alejandro Alonso, cantante mexicano (f. 2022).
- 1952: Kevin Kelly, periodista estadounidense.
- 1952: Edgardo Franzosini, traductor italiano.
- 1952: George Pakos, futbolista canadiense.
- 1952: Peter Fonagy, psicólogo y psicoanalista inglés.
- 1952: Debbie Meyer, nadadora estadounidense.
- 1953: James Horner, compositor estadounidense de música para cine (f. 2015).
- 1953: Tom DiCillo, actor estadounidense.
- 1953: Rafael López de León, balonmanista español.
- 1953: Sebastián, cantante argentino (f. 2017).
- 1953: Jaime Ríos, boxeador panameño (f. 2019).
- 1954: Stanley A. McChrystal, general estadounidense.
- 1954: Christian Gross, futbolista y entrenador suizo.
- 1954: Mónica Baltodano, guerrillera nicaragüense.
- 1954: Carlos García Camader, sacerdote peruano.
- 1954: Gianroberto Casaleggio, emprendedor italiano (f. 2016).
- 1954: Lucrezia Reichlin, economista italiana.
- 1954: Diana Cabeza, arquitecta argentina (f. 2024).
- 1955: Horacio Taicher, actor argentino (f. 1993).
- 1955: Gillian Taylforth, actriz británica.
- 1955: Carlos Medina Plascencia, político mexicano.
- 1955: Jorge Baeza Correa, sociólogo chileno.
- 1955: Marcia Morey, nadadora estadounidense.
- 1955: Mar Serna, jurista española.
- 1955: Son Tae-Hwan, deportista surcoreano.
- 1955: Carlos Goyén, futbolista uruguayo.
- 1955: Edward Trevalyan, regatista estadounidense.
- 1956: Rusty Wallace, piloto de automóviles stock estadounidense.
- 1956: Tony Urbano, músico español (f. 2014).
- 1956: Jaime Rafael Díaz Ochoa, político mexicano.
- 1956: Jaime García Serrano, calculista matemático colombiano.
- 1956: Cheryl Chase, activista estadounidense.
- 1956: Julio César Grassi, sacerdote argentino.
- 1956: Teresa Surita, política brasileña.
- 1956: Khalil Hachimi Idrissi, periodista y escritor marroquí (f. 2023).
- 1957: José Coronado, actor español.
- 1957: Alejandro Tommasi, actor mexicano.
- 1957: Tony Moran, actor estadounidense.
- 1957: Dani Rodrik, economista turco.
- 1957: Caio Blinder, periodista brasileño.
- 1957: Frits Schalij, patinador neerlandés.
- 1957: Jorge López Malo, futbolista mexicano.
- 1958: Eric Heiden, patinador estadounidense.
- 1958: Steve Burke, empresario estadounidense.
- 1958: Bobby Eaton, luchador profesional estadounidense (f. 2021).
- 1958: Dan Larsson, nadador sueco.
- 1958: Alberto Eugenio, futbolista peruano (f. 2014).
- 1958: Klára Ungár, política húngara.
- 1959: Marcia Gay Harden, actriz estadounidense.
- 1959: Earvin Magic Johnson, baloncestista estadounidense.
- 1959: Frank Brickowski, baloncestista estadounidense.
- 1959: Peter Shor, matemático estadounidense.
- 1959: Alberto Valdiri, actor colombiano (f. 2014).
- 1959: Ryszard Komornicki, futbolista polaco.
- 1959: Heather Hunte, atleta británica.
- 1959: Jacqueline Pusey, atleta jamaicana.
- 1960: Sarah Brightman, soprano y actriz británica.
- 1960: Vicente Latorre, futbolista español.
- 1960: Song Ok-sook, actriz surcoreana.
- 1960: Lucinda Dickey, actriz estadounidense.
- 1960: Stet Howland, músico estadounidense.
- 1960: Fred Roberts, baloncestista estadounidense.
- 1960: Cecilia Gasdia, soprano italiana.
- 1960: Igor Nikulin, atleta soviético (f. 2021).
- 1960: Eddie Krncevic, futbolista y entrenador australiano.
- 1961: Jorge Carlos Ramírez Marín, político y abogado mexicano.
- 1961: Satoshi Tsunami, futbolista japonés.
- 1961: Alba Roversi, actriz venezolana.
- 1961: Beatriz Argimón, política uruguaya.
- 1961: Steven Erickson, regatista estadounidense.
- 1961: Yurik Sarkisian, halterófilo armenio.
- 1961: Aleš Trčka, ciclista checo.
- 1961: Yuri Leóntiev, arquero ruso.
- 1962: Gustavo Alfaro, futbolista argentino.
- 1962: Toño Hernández, futbolista español.
- 1962: Pilar Torres, actriz española.
- 1962: Ikililou Dhoinine, político comorense.
- 1962: Steve Reevis, actor estadounidense (f. 2017).
- 1962: Pedro Gómez de la Serna y Villacieros, político español.
- 1963: Emmanuelle Béart, actriz francesa.
- 1963: Pablo Squella, atleta y periodista chileno.
- 1963: Eduardo Clavero, baloncestista español.
- 1963: Mike Williams, baloncestista estadounidense.
- 1963: José Cóceres, golfista argentino.
- 1963: Karen Karapetyan, político armenio.
- 1963: Gry Østvik, biatleta noruega.
- 1964: Cristi Conaway, actriz y diseñadora de moda estadounidense.
- 1964: Bixente Oyarzabal, futbolista español.
- 1964: Nahúm Espinoza, futbolista hondureño.
- 1964: Andrew Kevin Walker, guionista estadounidense.
- 1964: Guillermo Larraín, economista chileno.
- 1964: Pallab Kirtania, cantante indio.
- 1964: Martí Herrero, esquiador acrobático español.
- 1964: Mark Pocan, político estadounidense.
- 1964: Geoff Parsons, atleta británico.
- 1964: Inna Yevseyeva, atleta ucraniana.
- 1965: Marcelino García Toral, futbolista español.
- 1965: Mark Collins, músico y guitarrista británico, de la banda The Charlatans.
- 1965: Terry Richardson, fotógrafo estadounidense.
- 1965: Luis Martínez, humorista venezolano.
- 1965: Moon Kyung-Ja, baloncestista surcoreana.
- 1965: Ian Brown, nadador australiano.
- 1965: Maruchi León, actriz española.
- 1966: Halle Berry, actriz estadounidense.

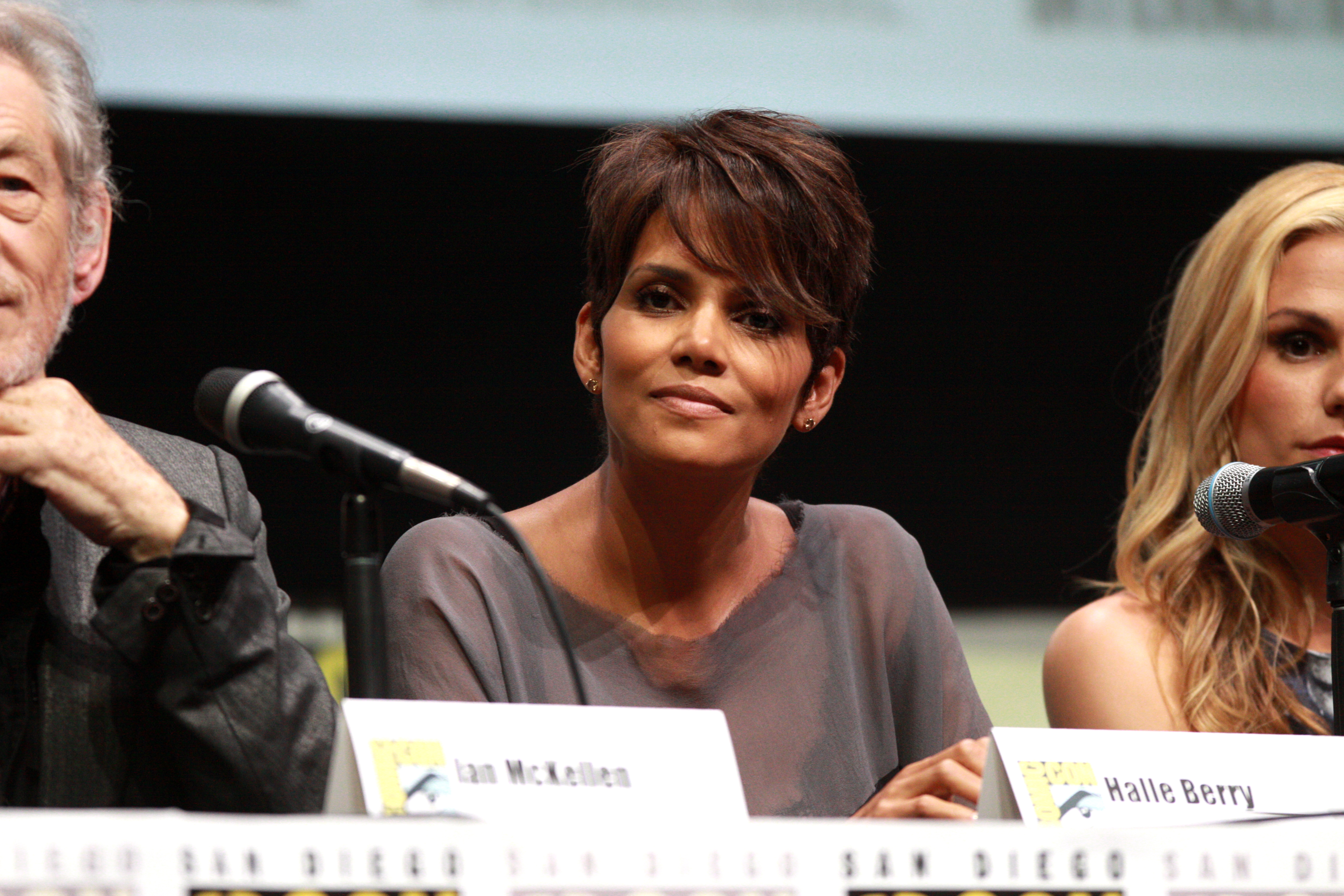

- 1966: Freddy Rincón, futbolista colombiano (f. 2022).
- 1966: Øystein Baadsvik, músico noruego.
- 1966: Henri-Marie Dondra, político centroafricano.
- 1967: William Prunier, futbolista francés.
- 1967: Víctor García Antón, escritor español.
- 1967: Erik Gandini, director de cine sueco.
- 1967: Pedro Luis Cárdenes, futbolista español.
- 1967: Kenji Oba, futbolista japonés.
- 1967: Yelena Guliáyeva, atleta rusa.
- 1967: Kathrin Ullrich, atleta alemana.
- 1967: Ehab Galal, futbolista y entrenador egipcio (f. 2024).
- 1968: Catherine Bell, actriz británica.
- 1968: Darren Clarke, golfista británico.
- 1968: Claudio Spontón, futbolista argentino.
- 1968: Adrian Lester, actor británico.
- 1968: Rafael Santos, político peruano.
- 1968: Onésimo Sánchez, futbolista y entrenador español.
- 1968: Julio Catalán Magni, político y piloto argentino.
- 1968: Jason Leonard, jugador de rugby británico.
- 1968: Piet Eckert, regatista suizo.
- 1968: Terry Notary, actor estadounidense.
- 1968: Jamila Ksiksi, política tunecina (f. 2022).
- 1968: Péter Farkas, luchador húngaro.
- 1969: David Almandoz, actor peruano.
- 1969: Alejandra Procuna, actriz mexicana.
- 1969: Preston Lacy, actor estadounidense.
- 1969: Stig Tøfting, futbolista danés.
- 1969: Tracy Caldwell Dyson, astronauta estadounidense.
- 1969: Gustavo Ángel, actor colombiano.
- 1969: Edgardo Melhem Salinas, político mexicano.
- 1969: Marcelo Tosi, jinete brasileño.
- 1969: Nadezhda Alexieva, biatleta búlgara.
- 1970: Slava Dosedel, tenista checo.
- 1970: Carlos Germano, futbolista y entrenador brasileño.
- 1970: Fabrizio Russo, historietista italiano.
- 1970: Sabine Kuhlmann, politóloga alemana.
- 1971: Luis Alberto Fuentes Rodríguez, futbolista chileno.
- 1971: Raoul Bova, actor italiano.
- 1971: Benito Carbone, futbolista y entrenador italiano.
- 1971: Edison Mafla, futbolista colombiano.
- 1971: Andrea Peron, ciclista italiano.
- 1971: Samantha Navarro, cantante uruguaya.
- 1971: Guia Risari, escritora italiana.
- 1971: Yuri Mujin, nadador ruso.
- 1971: Mark Loretta, beisbolista estadounidense.
- 1972: Raly Barrionuevo, cantante argentino.
- 1972: Jay Manuel, maquillador y modelo canadiense.
- 1972: Ed O'Bannon, baloncestista estadounidense.
- 1972: Marco Serpellini, ciclista italiano.
- 1972: Takako Honda, seiyū japonesa.
- 1972: Rastislav Tureček, ciclista eslovaco.
- 1972: Laurent Lamothe, político haitiano.
- 1972: Cristian Zorzi, esquiador italiano.
- 1972: Yoo Jae-suk, presentador de televisión surcoreano.
- 1972: Harles Bourdier, futbolista paraguayo.
- 1972: Yamilé Aldama, atleta cubana.
- 1973: Jared Borgetti, futbolista mexicano.
- 1973: José Milián, futbolista mexicano.
- 1973: Daisuke Ishiwatari, diseñador de videojuegos japonés de origen sudafricano.
- 1973: Jay Jay Okocha, futbolista nigeriano.
- 1973: Sebastián Ortega, productor argentino.
- 1973: Mariano Hood, tenista argentino.
- 1973: Paulino Martínez, futbolista y entrenador español.
- 1973: Lorena Marlene Cortinas Galván, actriz mexicana.
- 1973: Romane Bohringer, actriz francesa.
- 1973: Timuçin Esen, actor turco.
- 1973: Nancy Sweetnam, nadadora canadiense.
- 1973: Kieren Perkins, nadador australiano.
- 1973: Inesa Zajareuskaya, remera bielorrusa.
- 1973: Gustavo Matos, político español.
- 1973: Luca Bacchetti, músico italiano.
- 1974: Chucky Atkins, baloncestista estadounidense.
- 1974: Rafael García Torres, futbolista mexicano.
- 1974: Ana Matronic, cantante estadounidense, de la banda Scissor Sisters.
- 1974: Christopher Gorham, actor estadounidense.
- 1974: Frederik Peeters, historietista suizo.
- 1974: Tomer Sisley, actor francés.
- 1974: Ryan Gracie, luchador brasileño (f. 2007).
- 1974: Silvio Horta, escritor y productor estadounidense (f. 2020).
- 1974: Yoshinori Matsuda, futbolista japonés.
- 1974: Marieke Westerhof, remera neerlandesa.
- 1974: Carlos Costa, taekwondista brasileño.
- 1974: Christopher Koskei, atleta keniano.
- 1975: Valentina Rendón, actriz y cantante colombiana.
- 1975: Ricardo Silva Romero, escritor colombiano.
- 1975: Matti Helminen, ciclista finlandés.
- 1975: Alex Felipe Nery, futbolista brasileño.
- 1975: Raúl Otxoa, futbolista español.
- 1975: Nicolás Entel, director de cine argentino.
- 1975: Kang Eui-Kei, yudoca surcoreano.
- 1975: Viacheslav Ivanovski, halterófilo ruso.
- 1975: Nikko London, músico estadounidense.
- 1976: Steve Braun, actor canadiense.
- 1976: Manuel Calvente, ciclista español.
- 1976: Naoki Hane, jugador de go japonés.
- 1976: Fabrizio Donato, atleta italiano.
- 1976: Marcos Jiménez, entrenador de fútbol español.
- 1977: Alex Righetti, baloncestista italiano.
- 1977: Richie Frahm, baloncestista estadounidense.
- 1977: Tonya Verbeek, luchadora canadiense.
- 1977: Ed Harcourt, cantante estadounidense.
- 1977: Elisávet Mystakidu, taekwondista griega.
- 1977: Gautam Rode, actor indio.
- 1977: Juan Pierre, beisbolista estadounidense.
- 1978: Kate Ritchie, actriz australiana.
- 1978: Ivan Ilić, pianista serbio.
- 1978: Andrew Pinfold, ciclista canadiense.
- 1978: Neil Newbon, actor inglés.
- 1978: Shanon Shah, cantante malayo.
- 1978: Marcel Fischer, esgrimidor suizo.
- 1978: Natalia Piergentili, administradora pública y política chilena.
- 1978: Rostand Melaping, yudoca camerunés.
- 1978: Petra Niemann, regatista alemana.
- 1979: Cristian Urbistondo López, futbolista español.
- 1979: Wenceslao Fernández Donayre, futbolista peruano.
- 1979: Jérémie Bréchet, futbolista francés.
- 1979: Alejandro Escalona, futbolista chileno.
- 1979: Karen Martínez, actriz colombiana.
- 1979: Séverine Brémond, tenista francesa.
- 1979: Frederico de Castro Roque dos Santos, futbolista angoleño.
- 1979: Raül Tortosa, actor español.
- 1979: Diego Cochas, futbolista argentino.
- 1979: Kristof Piechocki, actor polaco-australiano.
- 1979: Jamie Parker, actor británico.
- 1979: John Wall, remero estadounidense.
- 1979: Denís Lébedev, boxeador ruso.
- 1979: Hasan Orbay, arquero turco.
- 1980: Estrella Morente, cantaora flamenca.
- 1980: Francisco Delgado Zúñiga, futbolista colombiano.
- 1980: Héber Arriola, futbolista argentino.
- 1980: Jorge Mercado, baloncestista mexicano.
- 1980: Letheal Cook, baloncestista estadounidense.
- 1980: Nick Evans, jugador neozelandés de rugby.
- 1980: Christoph Schärer, gimnasta artístico suizo.
- 1980: Michelle Ge, taekwondista canadiense.
- 1981: Matthew Etherington, futbolista británico.
- 1981: Anna Carina, cantante peruana.
- 1981: Kofi Kingston, luchador profesional ghanés.
- 1981: Juan Manuel Olivera, futbolista uruguayo.
- 1981: Serguéi Sosnovski, futbolista bielorruso.
- 1981: Earl Barron, baloncestista estadounidense.
- 1981: Scott Lipsky, tenista estadounidense.
- 1981: Laura Abalo, remera argentina.
- 1981: Ray William Johnson, youtuber estadounidense.
- 1981: Mario Marchetti, futbolista argentino.
- 1981: Valentín Pizarro Gómez, árbitro de fútbol español.
- 1981: Jarret Johnson, jugador de fútbol americano.
- 1981: Kaisa Sali, triatleta finlandesa.
- 1981: Adrián Araujo, piloto de motociclismo español.
- 1981: Elisa Carrillo Cabrera, bailarina mexicana.
- 1981: Georgina Lee, nadadora británica.
- 1981: Michael Blomquist, remero estadounidense.
- 1981: Richard Freitag, saltador de esquí alemán.
- 1982: Dominique Wacalie, futbolista franco-neocaledonio.
- 1982: Simon Andrews, piloto de motociclismo británico (f. 2014).
- 1982: Cameron Gibson, nadador neozelandés.
- 1982: Homero Ruiz, político venezolano.
- 1982: David Call, actor estadounidense.
- 1983: Elena Baltacha, tenista británica de origen ucraniano (f. 2014).
- 1983: Marimar Vega, actriz mexicana.
- 1983: Mila Kunis, actriz estadounidense de origen ucraniano.
- 1983: Lu Yen-hsun, tenista taiwanés.
- 1983: Sebastián Marchant, futbolista chileno.
- 1983: Heiko Westermann, futbolista alemán.
- 1983: Shwan Jalal, futbolista iraquí.
- 1983: Spencer Pratt, celebridad estadounidense.
- 1983: Sunidhi Chauhan, cantante india.
- 1983: Lauren Sesselmann, futbolista canadiense nacida en Estados Unidos.
- 1983: Vanina Correa, futbolista argentina.
- 1983: Manuela Bolívar, política venezolana.
- 1984: Giorgio Chiellini, futbolista italiano.
- 1984: Carl Valeri, futbolista australiano.
- 1984: Robin Söderling, tenista sueco.
- 1984: Juan Carlos Toscano, futbolista andorrano.
- 1984: Jorge Cañizares, futbolista cubano.
- 1984: Seule Soromon, futbolista vanuatuense.
- 1984: Eva Birnerová, tenista checa.
- 1984: Kazuto Tsuyuki, futbolista japonés.
- 1984: Naoki Ishihara, futbolista japonés.
- 1984: Yuliana Zhalniaruk, atleta bielorrusa.
- 1984: Kentaro Sato, futbolista japonés.
- 1984: Benjamin Lavernhe, actor francés.
- 1984: Matti Rajakylä, nadador finlandés.
- 1984: Issam Fayel, futbolista omaní.
- 1985: Ashlynn Brooke, actriz porno estadounidense.
- 1985: Christian Gentner, futbolista alemán.
- 1985: Guillermo Octavio, futbolista venezolano.
- 1985: Regina Murguía, actriz mexicana.
- 1985: Mauricio Saucedo, futbolista boliviano.
- 1985: Wilson Pittoni, futbolista paraguayo.
- 1985: José Calderón Frías, futbolista panameño.
- 1985: Charlotte Booth, remera británica.
- 1985: François Libois, remero belga.
- 1986: Cameron Jerome, futbolista inglés.
- 1986: Braian Rodríguez, futbolista uruguayo.
- 1986: Kenny Hasbrouck, baloncestista estadounidense.
- 1986: Víctor Hugo Angola, futbolista boliviano.
- 1986: Ezequiel Barrionuevo, futbolista argentino.
- 1986: Roberto Floriano, futbolista alemán de origen italiano.
- 1986: Leonardo Pinizzotto, ciclista italiano.
- 1986: Rainford Kalaba, futbolista zambiano.
- 1986: Siouzana Melikián, actriz ucraniana-mexicana.
- 1986: Nicholas Ffrost, nadador australiano.
- 1987: David Peralta, beisbolista venezolano.
- 1987 : Gabriel felipe Muelle Sambrano, director colombiano
- 1987: Juan Surraco, futbolista uruguayo.
- 1987: Jacopo Guarnieri, ciclista italiano.
- 1987: Matteo Rabottini, ciclista italiano.
- 1987: Jessica Barboza, modelo venezolana.
- 1987: Johnny Gargano, luchador profesional estadounidense.
- 1987: Sergio García Malfavón, yudoca mexicano.
- 1987: Curt Hansen, actor estadounidense.
- 1987: Ines Nunes, waterpolista portuguesa.
- 1987: Han Ji-wan, actriz surcoreana.
- 1987: Yelizaveta Savlinis, atleta rusa.
- 1987: Tim Tebow, jugador de fútbol americano estadounidense.
- 1987: Sinem Kobal, actriz turca.
- 1987: Iván Darío González, atleta colombiano.
- 1988: Ljubomir Fejsa, futbolista serbio.
- 1988: Loreto Mauleón, actriz española.
- 1988: Efraín Burgos Jr., futbolista salvadoreño.
- 1988: Miguel Alba, futbolista argentino.
- 1988: Anna Smith, tenista británica.
- 1988: Orlando Santis, futbolista chileno.
- 1988: Adri Rodrígues, futbolista andorrano.
- 1988: Juan Góngora, futbolista español.
- 1988: Natalia Pacierpnik, piragüista polaca.
- 1988: Kota Morimura, futbolista japonés.
- 1988: Elise Thorsnes, futbolista noruega.
- 1988: Richard Okunorobo, futbolista mexicano.
- 1988: Lilith Stangenberg, actriz alemana.
- 1988: Mariana Agathangelou, jugadora de bádminton británica.
- 1988: Roniel Iglesias, boxeador cubano.
- 1989: Carlos Azócar, músico chileno.
- 1989: Ander Herrera, futbolista español.
- 1989: Manuel Torres Caturla, futbolista español.
- 1989: Walter Fernández Balufo, futbolista español.
- 1989: Fallou Diagné, futbolista senegalés.
- 1989: Augustine Rubit, baloncestista estadounidense.
- 1989: Hiroaki Okuno, futbolista japonés.
- 1989: Brandon Brown, baloncestista estadounidense.
- 1989: Román Kuznetsov, taekwondista ruso.
- 1989: Oleg Kuznetsov, taekwondista ruso.
- 1989: Stuardo Solórzano, taekwondista guatemalteco.
- 1989: Dimitri Pavadé, atleta francés.
- 1990: Micaela Castelotti, actriz argentina.
- 1990: Diego Pizarro, futbolista italo-peruano.
- 1990: Jorge Casillas, baloncestista mexicano.
- 1990: Wouter Wippert, ciclista neerlandés.
- 1990: Eduard Shemetylo, piragüista ucraniano.
- 1990: Alex Greven, baloncestista estadounidense.
- 1990: Roman Maikin, ciclista ruso.
- 1990: Marcus Nyman, yudoca sueco.
- 1990: Viktoria Orsi Toth, voleibolista italiana.
- 1990: Ana Lorena Sánchez, actriz mexicana.
- 1990: Andrea Cingolani, gimnasta artístico italiano.
- 1990: Kim Ki-Jung, jugador de bádminton surcoreano.
- 1990: Louise Meijer, jurista y política sueca.
- 1990: Ángel Mora Jiménez, taekwondista cubano.
- 1990: Charlotte McShane, triatleta australiana.
- 1990: Miranda Rae Mayo, actriz estadounidense.
- 1990: Juan Carlos Rodríguez, boxeador venezolano.
- 1991: Alessandro Riedle, futbolista alemán.
- 1991: Natalia Gantimúrova, modelo rusa.
- 1991: Laurynas Grigelis, tenista lituano.
- 1991: Reggie Hearn, baloncestista estadounidense.
- 1991: Charlotte Nicdao, actriz australiana.
- 1991: Sofía Olivera, futbolista uruguaya.
- 1991: Alex Abreu, baloncestista puertorriqueño.
- 1991: Alejandro Gómez, tenista colombiano.
- 1991: Henrik Harlaut, esquiador acrobático sueco.
- 1992: Daphne Bozaski, actriz brasileña.
- 1992: Juan Gabriel Rivas, futbolista argentino.
- 1992: Liam Graham, futbolista australiano.
- 1992: Johan Padilla, futbolista ecuatoriano.
- 1992: Sarah Correa, nadadora y modelo brasileña.
- 1992: Nzingha Prescod, esgrimidora estadounidense.
- 1992: Sean McComb, boxeador irlandés.
- 1992: Li Chen, esgrimidor chino.
- 1992: Sol Anette Waaler, halterófila noruega.
- 1993: Mauro Leguiza, futbolista argentino.
- 1993: Jai Ingham, futbolista australiano-neozelandés.
- 1993: Steffen Lang, futbolista alemán.
- 1993: André Teixeira, futbolista portugués.
- 1993: Cassi Thomson, cantante y actriz estadounidense nacida en Australia.
- 1993: Feng Jin, futbolista chino.
- 1994: Junki Hata, futbolista japonés.
- 1994: Pier Graziani, futbolista colombiano.
- 1994: Alex Ferreira, esquiador acrobático estadounidense.
- 1994: Ivan Miladinović, futbolista serbio.
- 1994: Alexandra De Loof, nadadora estadounidense.
- 1994: Abe Wiersma, remero neerlandés.
- 1994: Daniel Aguiñaga, futbolista mexicano.
- 1994: Itzel González, futbolista mexicana.
- 1995: Matías Fernández Cordero, futbolista chileno.
- 1995: James Demetriou, futbolista australiano.
- 1995: Nicolás Francese, futbolista argentino.
- 1995: Daniela Herrera, modelo colombiana.
- 1995: Montaigne, cantante australiana.
- 1995: Brandon López, actor y bailarín guatemalteco.
- 1995: Filippo Tagliani, ciclista italiano.
- 1995: Javier Pérez Mateo, futbolista español.
- 1995: Leolia Jeanjean, tenista francesa.
- 1995: TJ Friedl, beisbolista estadounidense.
- 1996: Samuel Grandsir, futbolista francés.
- 1996: Neal Maupay, futbolista francés.
- 1996: Maxi Gómez, futbolista uruguayo.
- 1996: Jon Erasun, pelotari español.
- 1996: Matteo Moschetti, ciclista italiano.
- 1996: Emmanuel Morales, futbolista paraguayo.
- 1996: Yante Maten, baloncestista estadounidense.
- 1996: José Machín, futbolista ecuatoguineano.
- 1996: Brianna Hildebrand, actriz estadounidense.
- 1996: Roland Schwarz, luchador alemán.
- 1996: Armin Sinančević, atleta serbio.
- 1996: Daria Rogozina, triatleta y duatleta rusa.
- 1996: Pavel Kolmakov, esquiador acrobático kazajo.
- 1996: Joelinton, futbolista brasileño.
- 1997: Julia Bergshoeff, modelo neerlandesa.
- 1997: Greet Minnen, tenista belga.
- 1997: Mfiondu Kabengele, baloncestista canadiense.
- 1997: Rodrigo Mathiola, futbolista brasileño.
- 1997: Mohammed Al Rubaie, futbolista saudí.
- 1997: Grad Damen, futbolista neerlandés.
- 1997: Marko Mijailović, futbolista serbio.
- 1997: Maksat Taykenov, futbolista kazajo.
- 1997: Renaida Braun, cantante sueca.
- 1997: Lucía Marte León, futbolista hispano-dominicana.
- 1997: Lucas Arce, futbolista argentino.
- 1997: Meta Camara, futbolista senegalesa.
- 1997: Mario García, actor español.
- 1997: Andi Farid Izdihar, piloto de motociclismo indonesio.
- 1997: Tommaso Freschi, piragüista italiano.
- 1997: Tiffany Tatum, actriz pornográfica y modelo erótica húngara.
- 1998: Taisei Kaneko, futbolista japonés.
- 1998: Ryuto Kito, futbolista japonés.
- 1998: Edward Bolaños, futbolista colombiano.
- 1998: Jalen Harris, baloncestista estadounidense.
- 1998: Hörður Ingi Gunnarsson, futbolista islandés.
- 1998: Damián Vích, atleta checo.
- 1998: Jason Ramirez Landaverry, futbolista guatemalteco.
- 1998: Jordi López, ciclista español.
- 1998: Marius Ștefănescu, futbolista rumano.
- 1998: Kellyan García, futbolista español.
- 1999: Francisco José García Torres, futbolista español.
- 1999: Isidro Pitta, futbolista paraguayo.
- 1999: Kay Hansen, artista marcial mixta estadounidense.
- 1999: Giulia Medici, escaladora italiana.
- 1999: Pedro López Usó, baloncestista español.
- 1999: Kristijan Trapanovski, futbolista macedonio.
- 1999: Mark Robinson, jugador de fútbol americano estadounidense.
- 1999: Joe Boyle, beisbolista estadounidense.
- 2000: Vojtěch Řepa, ciclista checo.
- 2000: Héctor Zambrano Cool, futbolista ecuatoriano.
- 2000: Nick Saldiveri, jugador de fútbol americano estadounidense.
- 2000: Bạc Thị Khiêm, taekwondista vietnamita.
- 2000: Kevin D'Anzico, futbolista luxemburgués.
- 2000: Johan Rojas, beisbolista dominicano.
- 2001: Katherin Echandía, halterófila venezolana.
- 2001: Piero Quispe, futbolista peruano.
- 2001: Giorgia Bertuzzi, regatista italiana.
- 2001: Ignacio Berríos, baloncestista chileno.
- 2001: Aliaxandra Konshyna, atleta bielorrusa.
- 2001: Zach Harrison, jugador de fútbol americano estadounidense.
- 2002: Huening Kai, cantante, rapero, bailarín, compositor, modelo, MC y miembro de la banda surcoreana TXT
- 2002: Tobias Lillelund, ciclista danés.
- 2002: Kenneth Lofton, baloncestista estadounidense.
- 2002: Mark Heiden, atleta neerlandés.
- 2002: Magnus Zimmermann, atleta alemán.
- 2002: Ruby Remati, nadadora sincronizada estadounidense.
- 2002: Santiago Muñoz Robles, futbolista mexicano-estadounidense.
- 2003: Kojiro Yasuda, futbolista japonés.
- 2003: Soledad Belotto, futbolista paraguaya.
- 2003: Chiara Tarantino, nadadora italiana.
- 2003: Kornelia Lesiewicz, atleta polaca.
- 2003: Baker Kalbouneh, futbolista jordano.
- 2004: Marsai Martin, actriz estadounidense.
- 2004: Janna van Kooten, nadadora neerlandesa.
- 2004: James Nnaji, baloncestista nigeriano.
- 2004: Vladislava Urázova, gimnasta artística rusa.
- 2004: Ana Quintero, futbolista panameña.
- 2004: Niina Petrõkina, patinadora artística estonia.
- 2004: Ayham Mohammad, futbolista jordano.
- 2005: Duan Yu, saltador chino.
- 2006: Kal So-won, actriz surcoreana.
- 2006: Candela Francisco, ajedrecista argentina.
- 2007: Franco Mastantuono, futbolista argentino.
- 2009: Florencia Pérez, tenista de mesa chilena.
- 2009: Lily Dhawornvej, snowboarder estadounidense

## Fallecimientos
- 582: Tiberio II, emperador bizantino (n. 540).
- 1433: Juan I, rey portugués (n. 1357).
- 1464: Pío II, religioso italiano, papa entre 1458 y 1464 (n. 1405).
- 1587: Guillermo Gonzaga de Mantua, aristócrata italiano (n. 1538).
- 1754: María Ana de Austria, aristócrata austriaca, reina consorte de Portugal (n. 1683).
- 1819: Erik Acharius, médico sueco (n. 1757).
- 1841: Johann Friedrich Herbart, filósofo y pedagogo alemán (n. 1776).
- 1846: Manuel Agustín Heredia, empresario español (f. 1786).
- 1856: William Buckland, geólogo y paleontólogo británico (n. 1784).
- 1858: Tokugawa Iesada, militar y shogun japonés (n. 1824).
- 1860: André Marie Constant Duméril, zoólogo y naturalista francés (n. 1774).
- 1870: David Farragut, almirante naval estadounidense (n. 1801).
- 1870: Manuel Saumell, compositor cubano, considerado el iniciador del nacionalismo musical cubano (n. 1818).
- 1886: Edmond Laguerre, matemático francés (n. 1834).
- 1906: Aniceto Arce, abogado boliviano (n. 1824).
- 1909: William Stanley, inventor e ingeniero británico (n. 1829).
- 1931: Francisco Vega de los Reyes, torero español (n. 1904).
- 1941: san Maximiliano Kolbe, fraile franciscano polaco, asesinado por los nazis (n. 1894).
- 1941: Paul Sabatier, químico francés, premio Nobel de Química en 1912 (n. 1854).
- 1942: María Polivanova, militar soviética (n. 1922)
- 1951: William Randolph Hearst, periodista y editor estadounidense (n. 1863).
- 1942: Alekséi Troitski, ajedrecista ruso (n. 1866).
- 1952: David-Zvi Pinkas, político israelí (n. 1895).
- 1952: Gustave Violet, escultor francés (n. 1873).
- 1954: Juan Aguirre Escobar, militar y político mexicano (n. 1874).
- 1956: Bertolt Brecht, dramaturgo y poeta alemán, creador del llamado teatro épico (n. 1898).
- 1956: Konstantin von Neurath, diplomático alemán (n. 1873).
- 1958: Jean Frédéric Joliot-Curie, físico y químico nuclear francés, premio Nobel de Química en 1935, yerno de Marie Curie (n. 1900).
- 1958: Edwiges de Sá Pereira, maestra, periodista, poetisa y feminista brasileña (n. 1884).
- 1958: Jacinto Grau, dramaturgo español (n. 1877).
- 1961: Marcel Jousse, historiador francés (n. 1886).
- 1967: Bob Anderson, piloto británico de motociclismo y automovilismo (n. 1931).
- 1968: Líber Arce, activista uruguayo, primer estudiante muerto por las fuerzas policiales en Uruguay (n. 1940).
- 1968: Carlos Ripamonte, pintor argentino (n. 1874).
- 1969: Alfredo Solf y Muro, político y diplomático peruano (n. 1872).
- 1970: Rodrigo Gómez Gómez, economista mexicano (n. 1897).
- 1972: Manolo Millares, pintor español (n. 1926).
- 1972: Oscar Levant, pianista estadounidense (n. 1906).
- 1974: Raúl González Tuñón, poeta argentino (n. 1905).
- 1975: Aureliano Urrutia, médico, militar y político mexicano (n. 1872).
- 1977: Aleksandr Lúriya, neuropsicólogo y médico ruso (n. 1902).
- 1980: Dorothy Stratten, modelo canadiense (n. 1960).
- 1981: Karl Böhm, director de orquesta y músico austriaco (n. 1894).
- 1982: José Ángel Buesa, poeta cubano (n. 1910).
- 1984: J. B. Priestley, escritor, dramaturgo y locutor británico (n. 1894).
- 1985: Gale Sondergaard, actriz estadounidense (n. 1899).
- 1988: Roy Buchanan, guitarrista estadounidense de blues (n. 1939).
- 1988: Robert Calvert, cantante británico, de la banda Hawkwind (n. 1945).
- 1988: Enzo Ferrari, constructor de coches italiano (n. 1898).
- 1992: Tony Williams, cantante estadounidense, de la banda The Platters (n. 1928).
- 1993: José Basso, pianista, director de orquesta y compositor argentino de tango (n. 1919).
- 1994: Elías Canetti, escritor búlgaro nacionalizado británico, premio Nobel de Literatura en 1981 (n. 1905).
- 1996: Sergiu Celibidache, director de orquesta y músico rumano (n. 1912).
- 1997: Víctor Medina, político chileno (n. 1919).
- 1998: Xavier Miserachs, fotógrafo español (n. 1937).
- 2001: José Bueso, anarquista español (n. 1918).
- 2002: Larry Rivers, pintor y escultor estadounidense (n. 1923).
- 2002: Dave Williams, cantante estadounidense, de la banda Drowning Pool (n. 1972).
- 2004: Czesław Miłosz, escritor polaco-estadounidense, premio Nobel de Literatura en 1980 (n. 1911).
- 2006: Bruno Kirby, actor estadounidense (n. 1949).[4]
- 2006: Rubén Marcos, futbolista chileno (n. 1942).
- 2007: Tijon Jrénnikov, compositor ruso (n. 1913).[5]
- 2009: Pablo Antoñana, escritor español (n. 1927).
- 2010: Mario Gavilán, periodista argentino (n. 1945).
- 2010: Abbey Lincoln, cantante y compositora estadounidense de jazz (n. 1930).
- 2010: Alberto Müller Rojas, político y militar venezolano (n. 1935).
- 2010: Jeny de los Reyes Aguilar, política mexicana (n. 1977).
- 2011: Shammi Kapoor, actor y cineasta indio (n. 1931).
- 2012: Svetozar Gligorich, ajedrecista serbio (n. 1923).
- 2012: Francisco Pastor Pérez, poeta y galerista español (n. 1931).
- 2013: Lisa Robin Kelly, actriz estadounidense (n. 1970).
- 2014: Mariana Briski, actriz argentina (n. 1965).
- 2014: Pedro Omar Caino, ciclista argentino (n. 1956).
- 2015: Yitzhak Orpaz-Auerbach, escritor israelí (n. 1923).
- 2016: Fyvush Finkel, actor estadounidense (n. 1922).
- 2020: Moisés Mamani, político peruano (n. 1969).
- 2020: Julian Bream, guitarrista y laudista inglés (n. 1933).
- 2020: Pete Way, músico y compositor británico (n. 1950).
- 2020: Linda Manz, actriz estadounidense (n. 1961).
- 2022: Egle Martin (86), actriz, vedette, coreógrafa y cantante argentina (n. 1936).

## Celebraciones

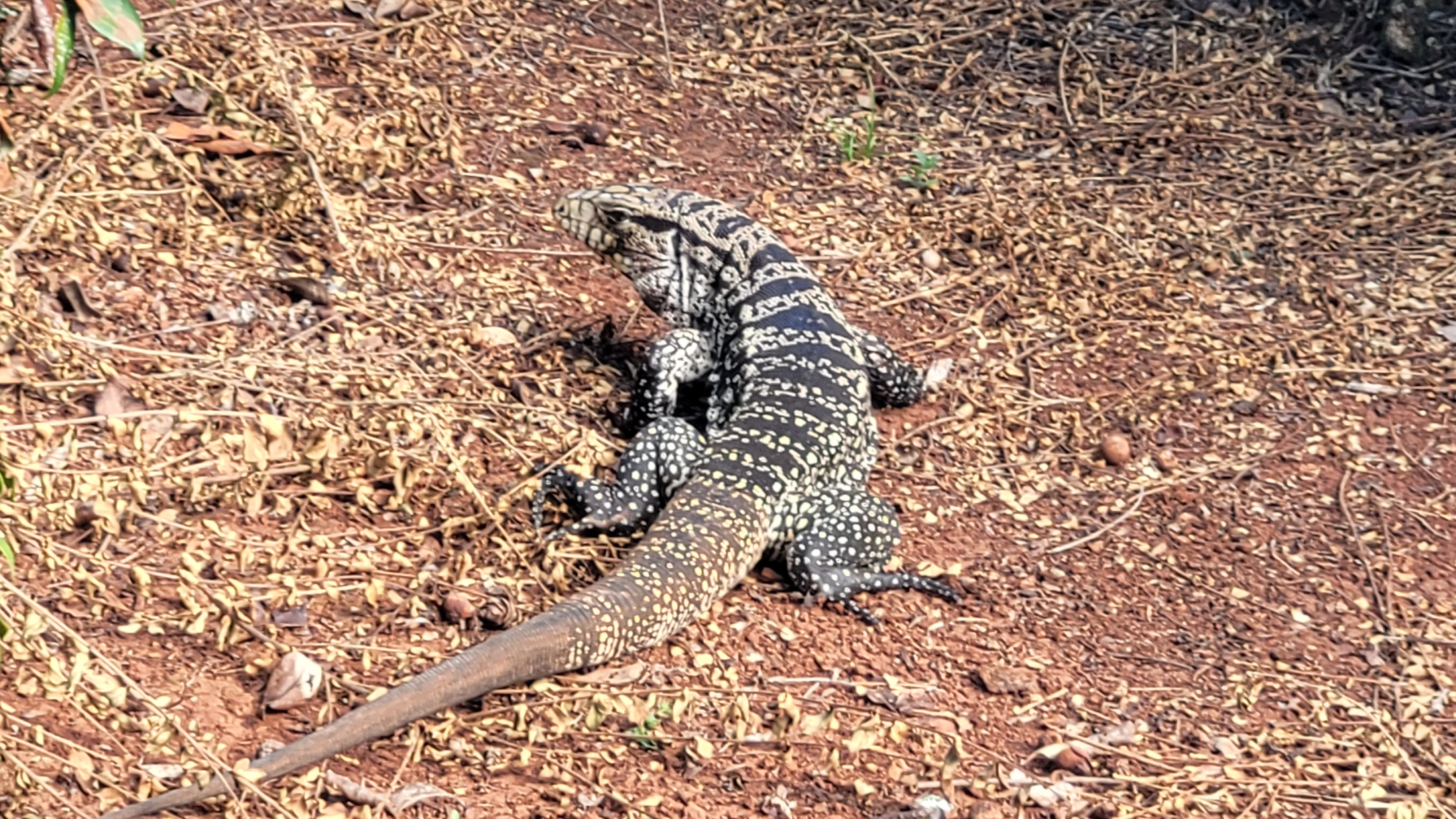
Día Mundial del Lagarto.

- Día Mundial del Lagarto.[6](imagen ilustrativa).

 Por países
(Por orden alfabético)
- Argentina: 
  - Día Nacional de la Mujer Policía.
En honor al nacimiento de la Oficial Ayudante Erica Beatriz Bercich, la primera mujer policía del país fallecida en un acto de servicio.[7]
  - Día Nacional del Cerealista.
Fue establecido con el objetivo de recordar el primer embarque de trigo desde la Argentina al extranjero, que se realizó el 14 de agosto de 1926 (99 años).[8]
  -  Buenos Aires:
    - Aniversario de  Quilmes.[9]
Fundación: 14 de agosto de 1666 (359 años).

  -  Mendoza: Día de la Mujer Policía en Mendoza.[10]
Se eligió esta fecha en honor al nacimiento de la Oficial Ayudante Erica Beatriz Bercich, la primera mujer mendocina fallecida en un acto de servicio en esa provincia.
  -  Misiones: 
    - Aniversario de San José.[11]
Fundación: 14 de agosto de 1892 (133 años).
    - Aniversario de San Antonio.[12]
Fundación: 14 de agosto de 1951 (74 años).

- Chile: 
  - Día Nacional de los Radioaficionados.[13]

- Pakistán: 
  - Día de la Independencia.

- Paraguay: 
  - Día de la Bandera.

- República Dominicana: 
  - Día Nacional del Ingeniero Dominicano.

- Uruguay: 
  - Día de los Mártires Estudiantes.

### Santoral católico

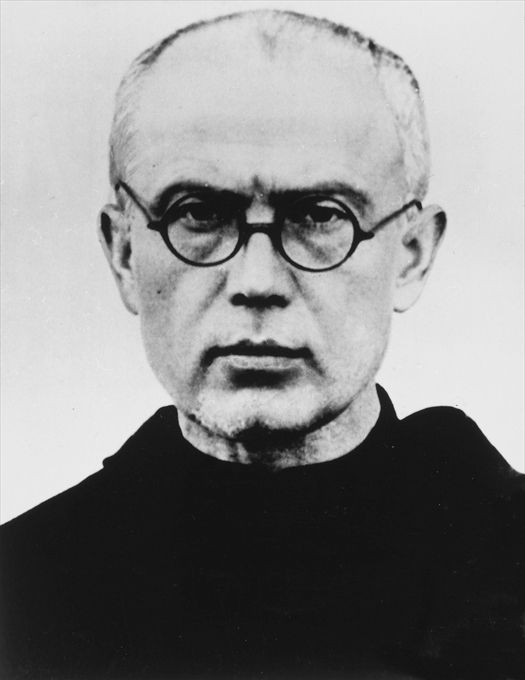
San Maximiliano Kolbe.

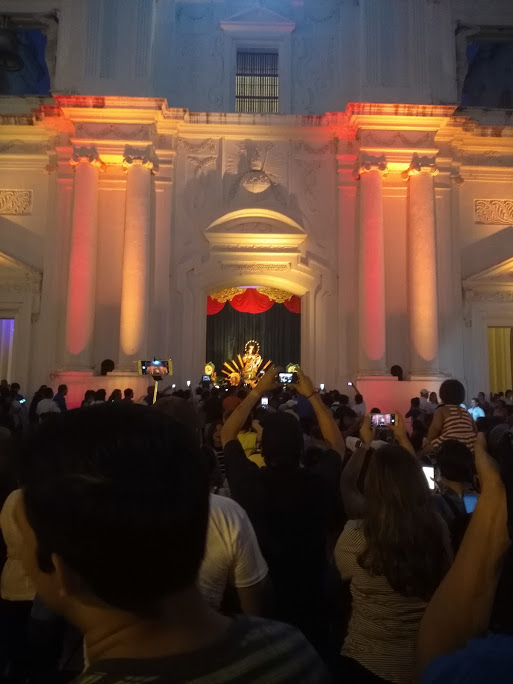
La Gritería en Guatemala.

- San Maximiliano Kolbe.[14](imagen ilustrativa).
- San Arnulfo de Soissons.[14]
- San Antonio Primaldo y compañeros.
- Santa Atanasia de Timia.
- San Calixto de Todi.
- San Demetrio de África.
- Santos Domingo Ibáñez de Erquicia y Francisco Shoyemon.
- San Everarado de Einsiedeln.
- San Eusebio de Palestina.
- San Eusebio de Roma.[14]
- San Facanano de Ross.[14]
- San Marcelo de Apamea.[14]
- San Ursicino del Ilírico.[14]
- San Tarcisio.[14]
- San Werenfridus.
- Beato Félix Yuste Cava.[14]
- Beato Guillermo de Parma.
- Beata Isabel Renzi.[14]
- Beato Sante de Urbino Brancoisini.[14]
- Beato Vicente Rubiols Castelló.[14]

 Por países
(Por orden alfabético)
- Nicaragua: 
  - León: La Gritería. (imagen ilustrativa).
Es una festividad católica nicaragüense en honor a la Purísima e Inmaculada Concepción de María surgida a principios del siglo XVIII. Esta fiesta religiosa nacional se celebra en todos los pueblos y ciudades de Nicaragua (y en los lugares donde la colonia nicaragüense es importante como en Estados Unidos, y Costa Rica) teniendo especial relevancia en las ciudad de León, donde se originó.[15]